# Dinastia bavareză din Regatul longobard
Dinastia bavareză din Regatul longobard a cuprins pe acei regi ai longobarzilor care au descins din Garibald I, ducele de Bavaria din familia Agilolfingilor.
Membrii acestei dinastii au ajuns să îi conducă pe longobarzi prin intermediul fiicei ducelui Garibald, Theodelinda, care s-a căsătorit mai întâi cu regele Authari în anul 588. Dinaștii bavarezi constituiau o ramură a Agilolfingilor și, la rândul lor, se împărțeau în două ramuri: cea descinzând pe linie feminină prin fiica mai mare a ducelui Garibald, Theodelinda, și cea provenind din fiul lui Garibald și frate al Theodelindei, Gundoald, duce de Asti.
Din cadrul primei ramuri, a condus regatul doar Adaloald, fiul Theodelindei cu cel de al doilea soț al ei, Agilulf, deși la un moment dat regatul a fost guvernat și de către Arioald, ginere al Theodelindei ca urmare a căsătoriei sale cu fiica ei, Gundeberga).
Prin Gundoald de Asti (a doua ramură a dinastiei), au fost șase regi care au condus statul longobard. Ei au domnit succesiv, fiind întrerupți doar de către uzurpatorul Grimoald, duce de Benevento, căsătorit la rândul său cu o membră a dinastiei, nepoată a lui Gundoald de Asti. Cei șase regi au fost:
- Aripert I (653–661), fiul lui Gundoald
- Godepert (661–662), fiul mai mare al lui Aripert I
- Perctarit (661– 662 și 672–688), al doilea fiu al lui Aripert I
- Cunincpert (688 – 700), fiul lui Perctarit
- Liutpert (700–701), fiul lui Cunincpert
- Raginpert (701), fiul lui Godepert
- Aripert al II-lea (701–712), fiul lui Raginpert